# 221 Eos
221 Eos este un asteroid din centura principală, descoperit pe 18 ianuarie 1882, de Johann Palisa.